# 1387

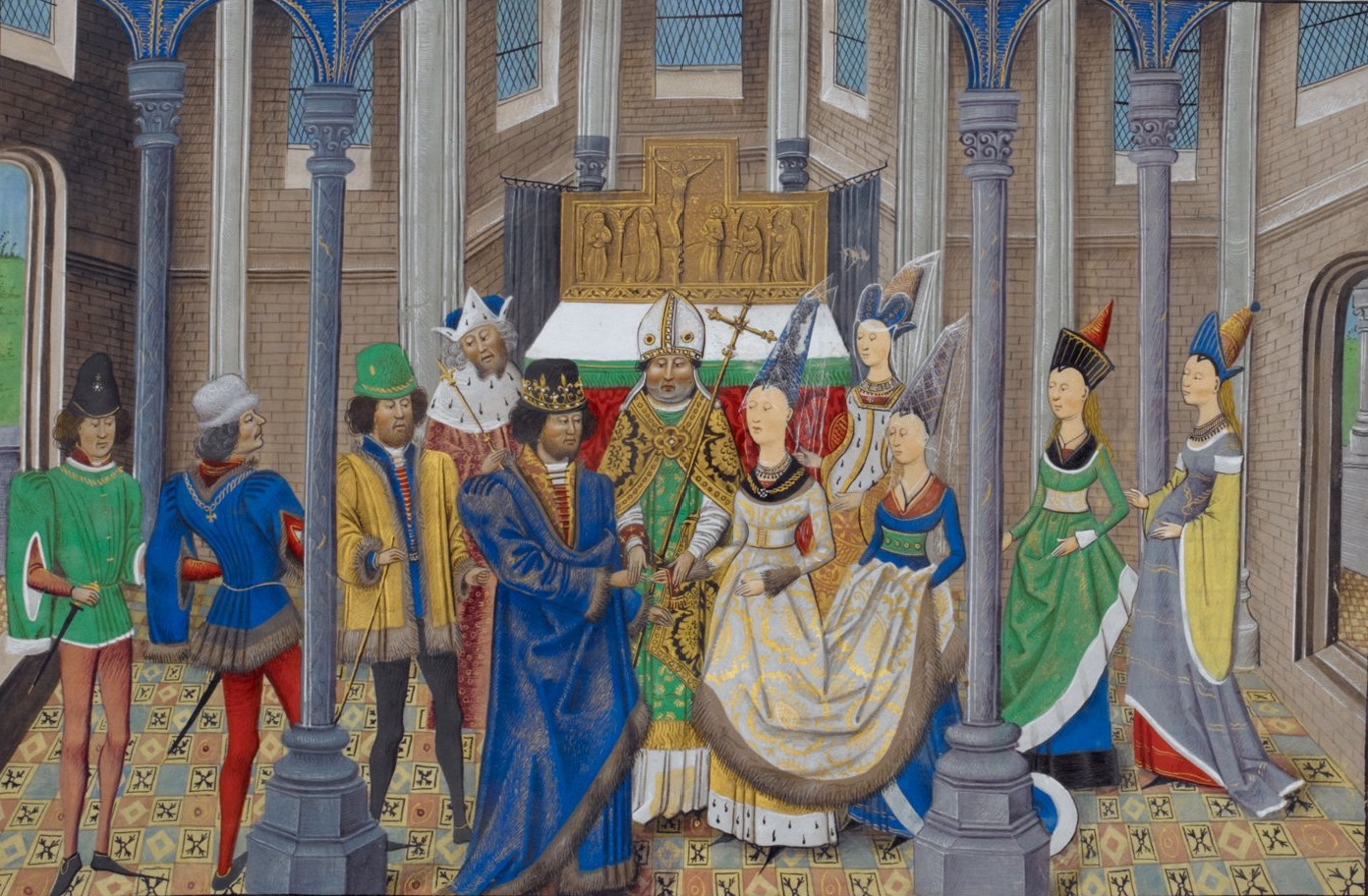
Huwelijk van João I met Philippa van Lancaster

Het jaar 1387 is het 87e jaar in de 14e eeuw volgens de christelijke jaartelling.

## Gebeurtenissen
maart
- 11 - Slag bij Castagnaro: Padua, geleid door John Hawkwood, verslaat Verona.
- 31 - Sigismund van Luxemburg, de echtgenoot van Maria, wordt tot koning van Hongarije gekroond.

augustus
- 23 - Denemarken en Noorwegen - Olaf IV sterft en wordt opgevolgd door zijn moeder Margaretha I

september
- 26 - Moldavië wordt een vazalstaat van Polen.

oktober
- 17 - Wijding door de bisschop van Utrecht van het klooster van Windesheim.

zonder datum
- Timoer Lenk verslaat Tochtamysj in Azerbeidzjan. Tochtamysj valt vervolgens Transoxanië binnen, maar moet zich wegens sneeuwval terugtrekken.
- Timoer Lenk neemt Isfahan in. Als de bevolking tegen hem in opstand komt, treedt hij bloedig op met tienduizenden doden als gevolg.
- De Ottomanen veroveren Thessaloniki.
- Het Albanese Vorstendom Dukagjini ontstaat.
- Vilnius ontvangt stadsrechten.

## Kunst en literatuur
- Geoffrey Chaucer: The Canterbury Tales (jaartal bij benadering)
- Geoffrey Chaucer: The Legend of Good Women (jaartal bij benadering)

## Opvolging
- patriarch van Antiochië (Syrisch) - Baselius III Gabriël opgevolgd door Philoxenos II de Schrijver
- Aragon en Sardinië - Peter IV opgevolgd door zijn zoon Jan I
- Évreux - Karel IV van Frankrijk opgevolgd door Karel III van Navarra
- Navarra - Karel II opgevolgd door zijn zoon Karel III

## Afbeeldingen

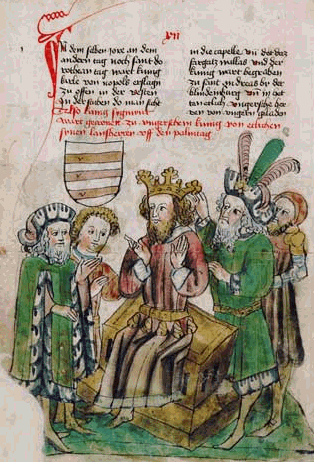
Sigismund van Luxemburg tot koning van Hongarije gekroond
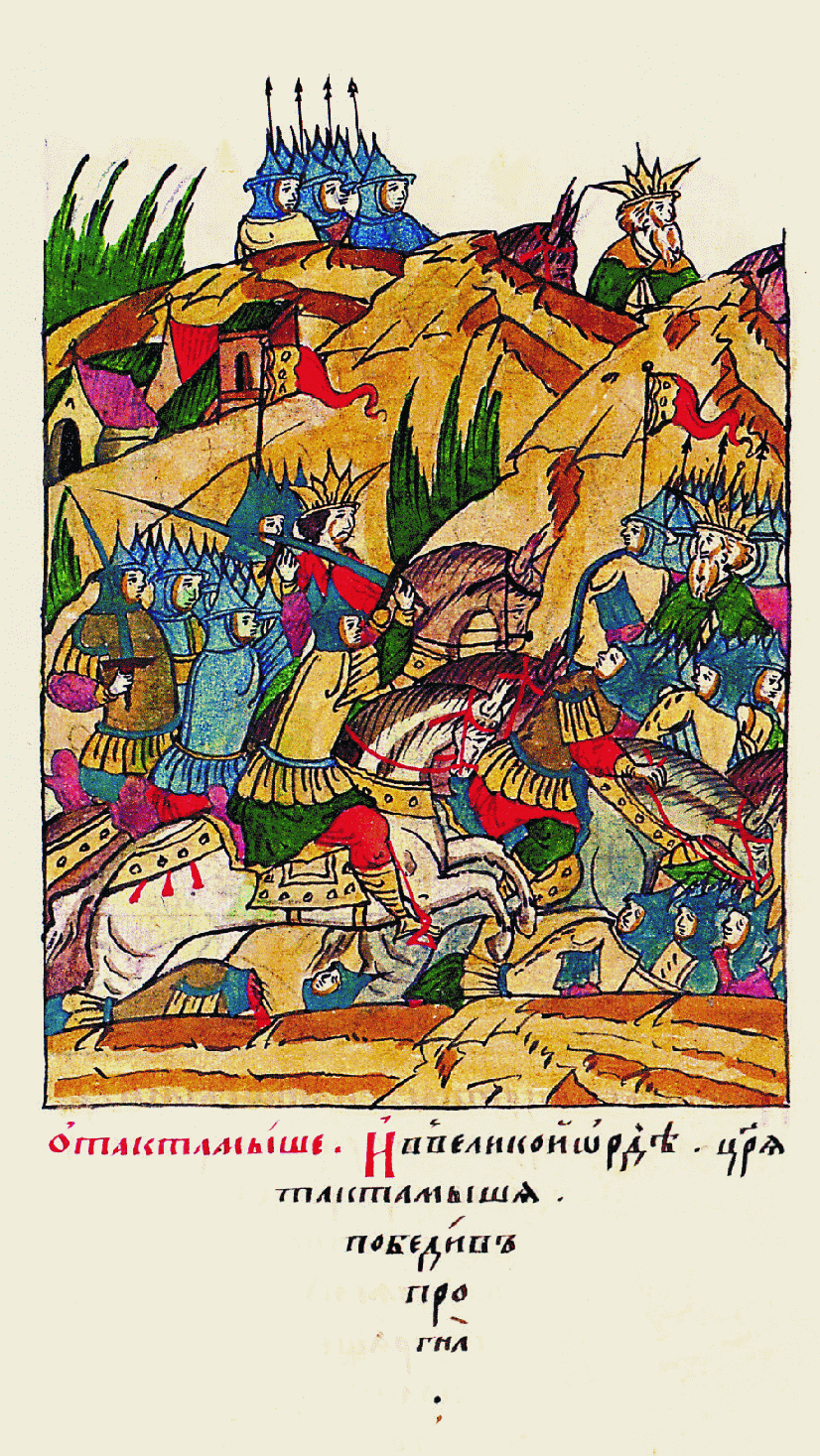
strijd tussen Timoer Lenk en Tochtamysj
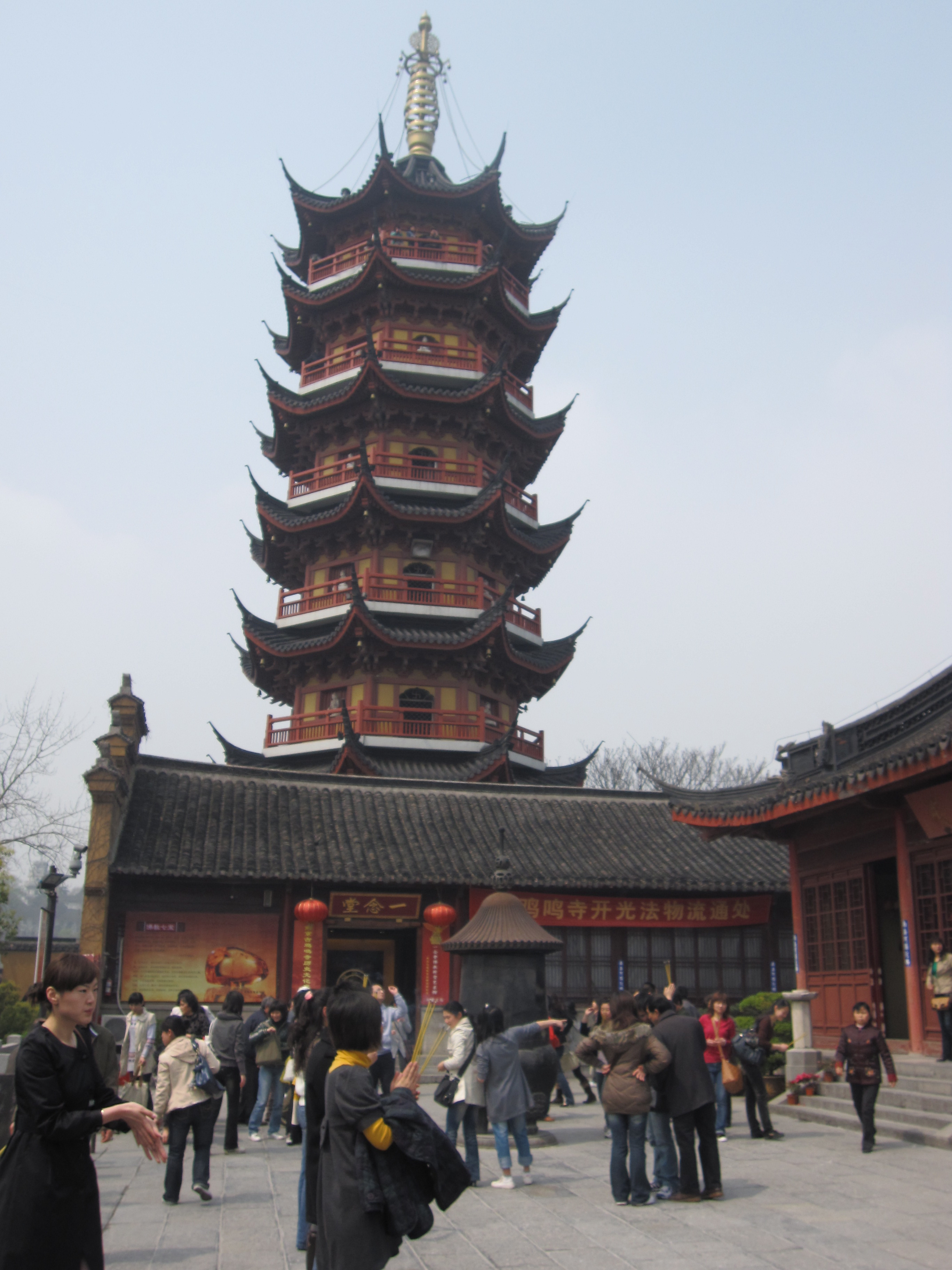
Jimingtempel, Nanjing, huidige gebouw uit 1387

## Geboren
- 6 juli - Blanca I van Navarra, echtgenote van Martinus I van Sicilië en Johan II van Aragon
- 24 augustus - Otto I van Palts-Mosbach, Duits edelman
- Lan Kham Deng, koning van Lan Xang (1417-1428)

## Overleden
- 1 januari - Karel II (54), koning van Navarra (1349-1387)
- 7 januari - Peter IV (67), koning van Aragon (1336-1387)
- 16 januari - Elisabeth van Bosnië (~46), echtgenote van Lodewijk I van Hongarije
- 22 juli - Frans Ackerman, Vlaams volksleider (vermoord)
- 23 augustus - Olaf IV (~17), koning van Noorwegen (1370-1387), Denemarken (1375-1387) en Zweden (1385-1387)
- Abraham Cresques (~62), Joods-Aragonees cartograaf
- Argentina Malaspina, Italiaans edelvrouw
- Gijsbrecht van Walenborch, Utrechts geestelijke
- Hendrik II van Wisch (~37), Gelders edelman
- Jan van Czarnkow, Pools kroniekschrijver
- William Langland, Engels schrijver (jaartal bij benadering)